# Vacherin Mont d'Or
De Vacherin Mont d'Or of Vacherin du Haut Doubs is een Franse kaas uit het pays vaudois in het Franse departement Doubs en het Zwitserse kanton Vaud.
De Vacherin Mont d'Or wordt zowel in Frankrijk, als ook in Zwitserland gemaakt. In beide landen heeft de kaas het AOC-keurmerk, in Frankrijk vanaf 1981, in Zwitserland vanaf 2003.
In 1973 eisten de Zwitsers de naam echter op voor hun versie van de kaas en dus wordt de Franse PDO-kaas nu verkocht als Vacherin du Haut Doubs en andere versies als Le Mont d'Or.
De Vacherin Mont d'Or is een gewassen-korst kaas en wordt gemaakt van uitsluitend koemelk.
De productie van de kaas loopt van 15 augustus tot 15 maart. De kaas wordt van de volle rauwe melk gemaakt van koeien van het Montbéliard-ras. Na toevoeging van stremsel wordt de wrongel in de vormen gedaan. Na het vormen wordt de kaas overgedaan in dennenhouten hoepels, om uitlopen te voorkomen. De rijpingstijd is drie weken minimaal op dennenhouten planken. In die tijd worden de kazen dagelijks met pekel gewassen en gekeerd. Aan het eind van de rijping is de kaasmassa geel-beige geworden en heeft een licht zoetige smaak. De kaasmassa is smeuïg, en wordt na langere rijping zelfs geheel vloeibaar.
De volledig gerijpte kaas wordt dan ook niet meer gesneden, maar wordt met een lepeltje uit de vorm gehaald en op croutons of op warme halve aardappelen gegeten.
Het seizoensgebonden karakter van de kaas grijpt nog terug naar voorheen. Nadat de koeien van de alpenweiden terugkwamen naar de stal (bij het vallen van de eerste sneeuw), liep de melkproductie te hard terug om nog de grote gruyère of emmental te kunnen maken en werd er naar de kleinere kazen gegrepen, bijvoorbeeld de vacherin of roomkaas.